# بويان كنيجفيتش (لاعب كرة قدم)
بويان كنيجفيتش (بالكرواتية: Bojan Knežević)‏ هو لاعب كرة قدم كرواتي في مركز الوسط، ولد في 28 يناير 1997 في زغرب في كرواتيا. شارك مع منتخب كرواتيا تحت 17 سنة لكرة القدم. أما مع النوادي، فقد لعب مع دينامو زغرب.

## وصلات خارجية
- بويان كنيجفيتش على موقع اتحاد كرواتيا (الكرواتية)
- بويان كنيجفيتش على موقع قاعدة بيانات كرة القدم.إي يو (الإنجليزية)
- بويان كنيجفيتش على موقع Soccerbase.com (لاعب) (الإنجليزية)
- بويان كنيجفيتش على موقع Soccerway.com (الإنجليزية)
- بويان كنيجفيتش على موقع عالم كرة القدم.نت (الإنجليزية)
- بويان كنيجفيتش على موقع AS.com (الإسبانية)